# Dieter Müller
Dieter Müller (Offenbach, 1 de Abril de 1954) é um ex-futebolista e treinador alemão. Atualmente, é presidente do Kickers Offenbach.

## Carreira

### Kickers Offenbach
Nascido como Dieter Kaster, mas tendo adotado o sobrenome de seu padrasto, Dieter seguiu os passos do pai e seguiu a vida futebolistica. Iniciou a carreira no seu clube de coração, o Kickers Offenbach. Apesar de ter disputado apenas duas partidas, recebeu uma proposta do Colônia, que foi aceita. 

### Koln
No Colônia, viveu seus melhores momentos na carreira, estando presente na conquista de um título alemão e duas Copas da Alemanha.
Em sua quarta temporada no Colônia, em 17 de agosto de 1977, marcou seis vezes na vitória sobre o Werder Bremen (7 a 2), sendo o maior número de tentos marcados por um jogador em uma mesma partida. Ao final da temporada, terminou como artilheiro do campeonato com trinta e quatro gols, e na temporada seguinte, ao lado de seu xará Gerd Müller, tendo marcado dez vezes menos.

### Stuttgart
Após grande sucesso, acabou se transferindo para o Stuttgart, onde teve relativo destaque em sua única temporada, quando aceitou uma proposta do Bordeaux. Na França, apesar de não ser o mesmo dos tempos do Colônia, foi importante no bi francês. Retornou ao futebol alemão defendendo o Saarbrücken e, uma temporada depois, estava no Kickers Offenbach, onde encerrou sua carreira profissional.

## Seleção
Pela Seleção Alemã-Ocidental, esteve presente em dois torneios: a Eurocopa 1976, onde terminou como artilheiro com quatro tentos, mas acabou ficando com o vice-campeonato e na Copa do Mundo de 1978 - nesta, ao lado de outro xará, Hansi Müller. Ao todo, marcou nove gols em doze partidas. Ainte teve um breve período como treinador interino do Kickers Offenbach e, atualmente, é presidente do mesmo. 

## Doença
Em outubro de 2012 sofreu um enfarte do miocárdio e ficou em estado de coma.